# السمفونية الثامنة (بيتهوفن)
السمفونية الثامنة لبيتهوفن في سلم فا الكبير تصنيف Op. 93 هي سمفونية من أربع حركات للمؤلف الموسيقار لُدفِج فان بيتهوفن، والتي عمل عليها بين سنتي 1811 و 1812، وذلك خلال إقامته في منتجع في قرية تبليتسه البوهيمية لتحسين حالته الصحية.
عرضت السمفونية لأول مرة في 27 شباط/فبراير سنة 1814 في حفلة موسيقية في قصر هوفبورغ في فيينا، وذلك في المكان نفسه الذي عرضت فيه السمفونية السابعة.

## الآلات الموسيقية والهيئة
يلزم للسمفونية وجود 2 فلوت، و 2 أوبوا، و 2 كلارينيت، و 2 فاجوت، و 2 هورن و 2 بوق و 1 تيمباني بالإضافة إلى الآلات الوترية ذات القوس.
هناك أربع حركات في هذه السمفونية لكل منها سرعة الإيقاع التالية على الترتيب:
1. Allegro vivace e con brio
2. Allegretto scherzando
3. Tempo di Menuetto
4. Allegro vivace